# 濺落

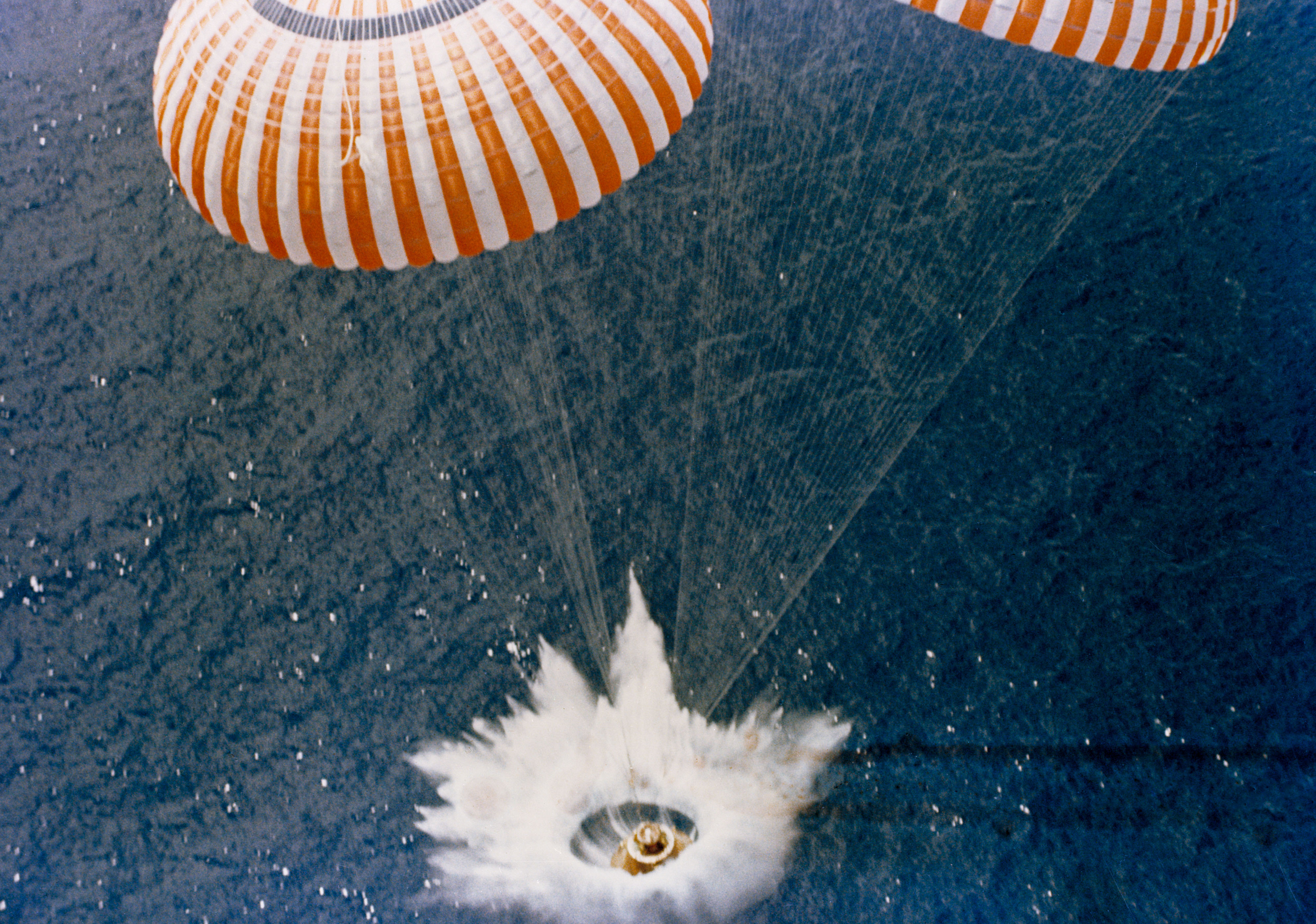
阿波羅15號於太平洋上濺落

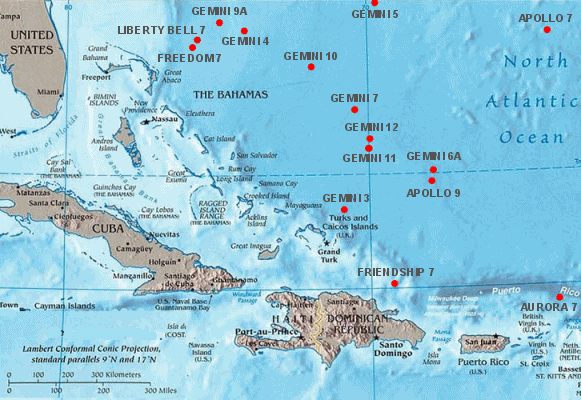
美國太空飛行器在大西洋濺落的地點。

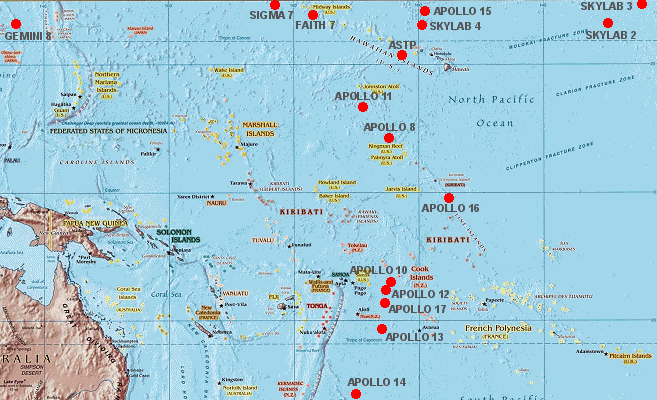
美國太空飛行器在太平洋濺落的地點。

濺落（英語：Splashdown）或稱海面濺落是通過降落傘將太空船或太空艙等太空飛行器降落在水體中的降落方法。水的性質足以使航天器得到緩衝，所以不需要透過制動火箭逆向噴射來減慢最終下降的速度。這一點不同於載人太空船的降落方式：利用制動火箭減速，隨後降落到陸地上。在美國降落的太空任務會更傾向使用濺落，因為美國的發射場在海岸線上。而俄羅斯的發射場在距離海岸很遙遠的廣大內陸平原，大多數早期發射幾乎都在陸地上進行。
在太空梭計劃之前，就已經於有人乘坐的美國航天器使用了該降落方式，2020年開始，SpaceX的天龍號太空船2號也使用海面濺落，並計劃在即將面世的獵戶座太空船上使用。俄羅斯聯盟號飛船也有能力進行濺落，儘管並不常見。蘇聯唯一一次意外的載人水面濺落的是聯盟23號任務。

## 執行方式

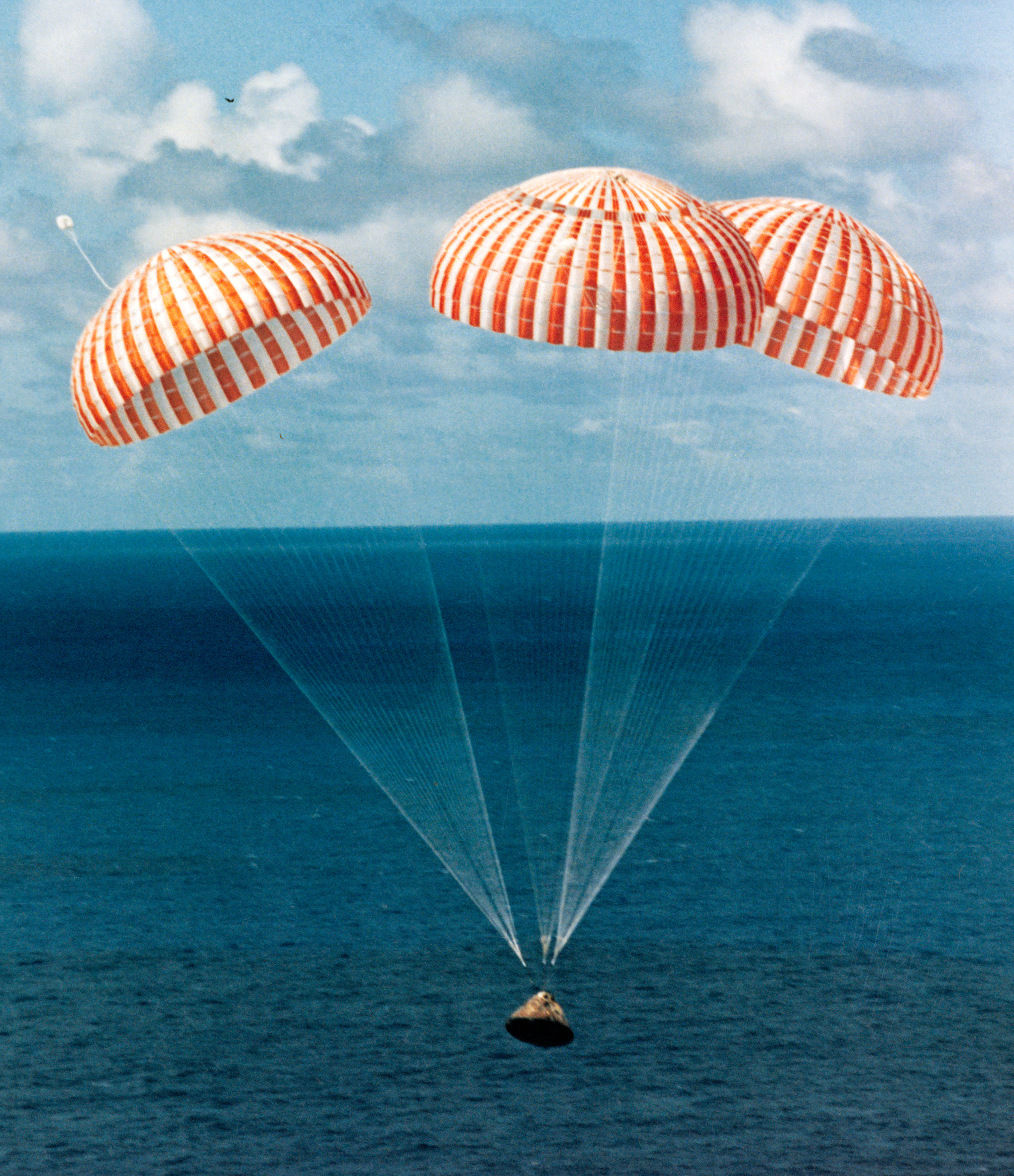
阿波羅14號於1971年重返地球

濺落用於水星計畫、雙子星計畫和阿波羅計畫（包括使用Apollo膠囊的天空實驗室計畫）。後來因為太空梭的投入，濺落就甚少被進行。而聯盟23號則曾在暴風雪中無意中降落在結冰的田吉茲湖上。從 2010 年開始，SpaceX 亦開始利用濺落方式來回收航天器。
在早期水星計劃中，濺落的航天器由直升機從海面吊起，再運輸到附近的船隻。直至在水星-紅石4號任務中，航天器在濺落時沉沒，才改變執行方式。在以後的美國航天計劃中，航天器都配備浮圈，以防沉沒。在濺落後，航天器會被船隻吊起到甲板。
在裝上濺落後，宇航員通常會打開飛船上的艙口。宇航員會乘坐直升機先前往回收船，或會決定留在航天器上，並等候起重機一同吊上船。所有雙子座計劃和阿波羅計劃的宇航員都先乘搭直升機離開；在水星6號至水星9號任務，以及所有天空實驗室任務和阿波羅-聯盟測試計劃都使用起重機吊到船上，從以保存所有宇航員醫療數據。在雙子座和阿波羅計劃期間，NASA在 MV  Retriever 上為宇航員練習排水。
SpaceX旗下的太空艙有能力進行濺落著陸方法。SpaceX 第一次執行濺落記錄，是貨運龍飛船在下加利福尼亞海岸附近的太平洋中濺落。在美國宇航局的要求下，龍飛船2號太空艙的機組人員和貨物會從佛羅里達海岸濺落下來，這也是美國時隔長達45年後才再度濺落。

## 缺點
海面濺落需要大量船舶因而很昂貴，最危險的方面是航天器可能會淹水甚至沉沒，人員也需要專門的訓練，水星-紅石4號差點害死了太空人，回收太空船的證物與數據也因此遺失在海底直到1999年。
儘管水在一定程度上有助於緩和航天器的降落，但對於太空人而言，衝擊仍然可能非常劇烈。